# Shelter Cove (Antarktika)
Die Shelter Cove (englisch für Zufluchtsbucht) ist eine kleine Bucht im Norden des Grahamlands auf der Antarktischen Halbinsel. Auf der Trinity-Halbinsel liegt sie zwischen dem Chapel Hill und dem Church Point am Nordufer des Prinz-Gustav-Kanals.
Das UK Antarctic Place-Names Committee benannte sie 1964 deskriptiv, weil sie der einzige Ort an der Küste ist, der Schutz vor den hier vorherrschenden Südwestwinden bietet.